# Megophrys
Megophrys es un género de anfibios perteneciente a la familia Megophryidae. Sus especies se distribuyen por la región indomalaya.

## Especies
Se reconocen las 61 siguientes según ASW:
- Megophrys aceras Boulenger, 1903
- Megophrys acuta Wang, Li & Jin, 2014
- Megophrys ancrae Mahony, Teeling & Biju, 2013
- Megophrys apatani Saikia, Sinha, Shabnam, et al., 2024[2]
- Megophrys auralensis Ohler, Swan & Daltry, 2002
- Megophrys baluensis (Boulenger, 1899)
- Megophrys baolongensis Ye, Fei & Xie, 2007
- Megophrys binchuanensis Ye & Fei, 1995
- Megophrys binlingensis Jiang, Fei & Ye, 2009
- Megophrys boettgeri (Boulenger, 1899)
- Megophrys brachykolos Inger & Romer, 1961
- Megophrys caudoprocta Shen, 1994
- Megophrys cheni (Wang & Liu, 2014)
- Megophrys damrei Mahony, 2011
- Megophrys daweimontis Rao & Yang, 1997
- Megophrys dringi Inger, Stuebing & Tan, 1995
- Megophrys gigantica Liu, Hu & Yang, 1960
- Megophrys glandulosa Fei, Ye & Huang, 1990
- Megophrys huangshanensis Fei & Ye, 2005
- Megophrys jingdongensis Fei & Ye, 1983
- Megophrys jinggangensis (Wang, 2012)
- Megophrys kobayashii Malkmus & Matsui, 1997
- Megophrys kuatunensis Pope, 1929
- Megophrys latidactyla[3] Orlov, Poyarkov & Nguyen, 2015
- Megophrys lekaguli Stuart, Chuaynkern, Chan-ard & Inger, 2006
- Megophrys ligayae Taylor, 1920
- Megophrys lini (Wang & Yang, 2014)
- Megophrys longipes Boulenger, 1886
- Megophrys major Boulenger, 1908
- Megophrys mangshanensis Fei & Ye, 1990
- Megophrys medogensis Fei, Ye & Huang, 1983
- Megophrys megacephala Mahony, Sengupta, Kamei & Biju, 2011
- Megophrys minor Stejneger, 1926
- Megophrys montana Kuhl & Van Hasselt, 1822
- Megophrys nankiangensis Liu & Hu, 1966
- Megophrys nasuta (Schlegel, 1858)
- Megophrys obesa Wang, Li & Zhao, 2014
- Megophrys omeimontis Liu, 1950
- Megophrys oropedion Mahony, Teeling & Biju, 2013
- Megophrys pachyproctus Huang, 1981
- Megophrys palpebralespinosa Bourret, 1937
- Megophrys pangdaensis Shu, Li, Wu, Liu, He, Li, Zhang & Guo, 2023[4]
- Megophrys parallela Inger & Iskandar, 2005
- Megophrys parva (Boulenger, 1893)
- Megophrys robusta Boulenger, 1908
- Megophrys sangzhiensis Jiang, Ye & Fei, 2008
- Megophrys serchhipii (Mathew & Sen, 2007)
- Megophrys shapingensis Liu, 1950
- Megophrys shuichengensis Tian, Gu & Sun, 2000
- Megophrys spinata Liu & Hu, 1973
- Megophrys stejnegeri Taylor, 1920
- Megophrys takensis Mahony, 2011
- Megophrys tuberogranulatus Shen, Mo & Li, 2010
- Megophrys vegrandis Mahony, Teeling, Biju, 2013
- Megophrys wawuensis Fei, Jiang & Zheng, 2001
- Megophrys wuliangshanensis Ye & Fei, 1995
- Megophrys wushanensis Ye & Fei, 1995
- Megophrys xianjuensis Wang, Wu, Peng, Shi, Lu & Wu. 2020[5]
- Megophrys yingjiangensis Wu, Yu, Chen & Che, 2024[6]
- Megophrys zhangi Ye & Fei, 1992
- Megophrys zunhebotoensis (Mathew & Sen, 2007)